# Paul Claudel
Paul Claudel (tên đầy đủ: Paul Louis Charles Marie Claudel; 6 tháng 8 năm 1868 – 23 tháng 2 năm 1955) là nhà ngoại giao, nhà văn, nhà thơ Pháp.

## Tiểu sử
Paul Claudel sinh ở Villeneuve-sur-Fère trong gia đình một công chức tỉnh lẻ. Cha mẹ ông, Louis-Prosper và Louise Cerveaux, còn có một người con nổi tiếng khác là nhà điêu khắc Camille Claudel, chị gái của Paul Claudel. Hồi nhỏ học ở Lycée Bar-le-Duc, tỉnh Champagne, sau gia đình chuyển lên Paris học ở Lycée Louis-le-Grand. Từ năm 1893 làm ở Bộ Ngoại giao Pháp. Từng làm lãnh sự và đại sứ ở nhiều nước châu Âu, châu Á, châu Mỹ. Paul Claudel được tặng thưởng huân chương Đại thập tự, năm 1946 được bầu làm thành viên của Viện Hàn lâm Pháp.
Paul Claudel được coi là nhà thơ cuối cùng của phái ấn tượng, là nhà thơ có khuynh hướng hoài cổ và tôn giáo. Theo lời của chính Paul Claudel thì cuốn sách gối giường của ông là Kinh Thánh và tất cả sáng tác của ông làm thành một cuốn Kinh Thánh mới. Paul Claudel không quan tâm đề tài về "những người nào" mà "họ phải trở thành những người nào". Với vai trò của một nhà thuyết giáo, ông làm thơ theo thể tự do (chịu ảnh hưởng của Walt Whitman) và những bài văn xuôi theo phong cách Kinh Thánh mà, theo lời ông, thể hiện nhịp điệu tự nhiên của trái tim và hơi thở con người. Những tác phẩm thơ nổi tiếng nhất của ông có thể kể đến Cinq grands odes (Năm bài ode lớn, 1910), La cantate а trois voix (Bản đại hợp xướng dành cho ba giọng, 1931). Ngoài ra, rất nhiều vở kịch của ông được dựng thành những bộ phim nổi tiếng. Ông mất ở Paris năm 1955.

## Tác phẩm
Kịch
- Tête d'or (1890)
- La Jeune Fille Violaine (1892)
- La Ville (1893)
- L'Échange; Tête d'Or (1894)
- La Jeune Fille Violaine (1901)
- Le Repos du septième jour (1901)
- L'Otage (1911)
- L'Annonce faite à Marie (1912)
- L'Ours et la Lune (1917)
- Le Pain dur (1918)
- Les Choéphores d'Eschyle (1919)
- Le Père humilié (1920)
- Les Euménides d'Eschyle (1920)
- Protée (1920)
- Le Soulier de satin (1929)

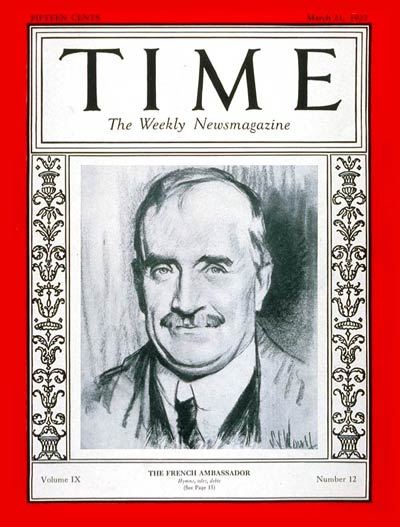
Paul Claudel trên bìa tạp chí Time

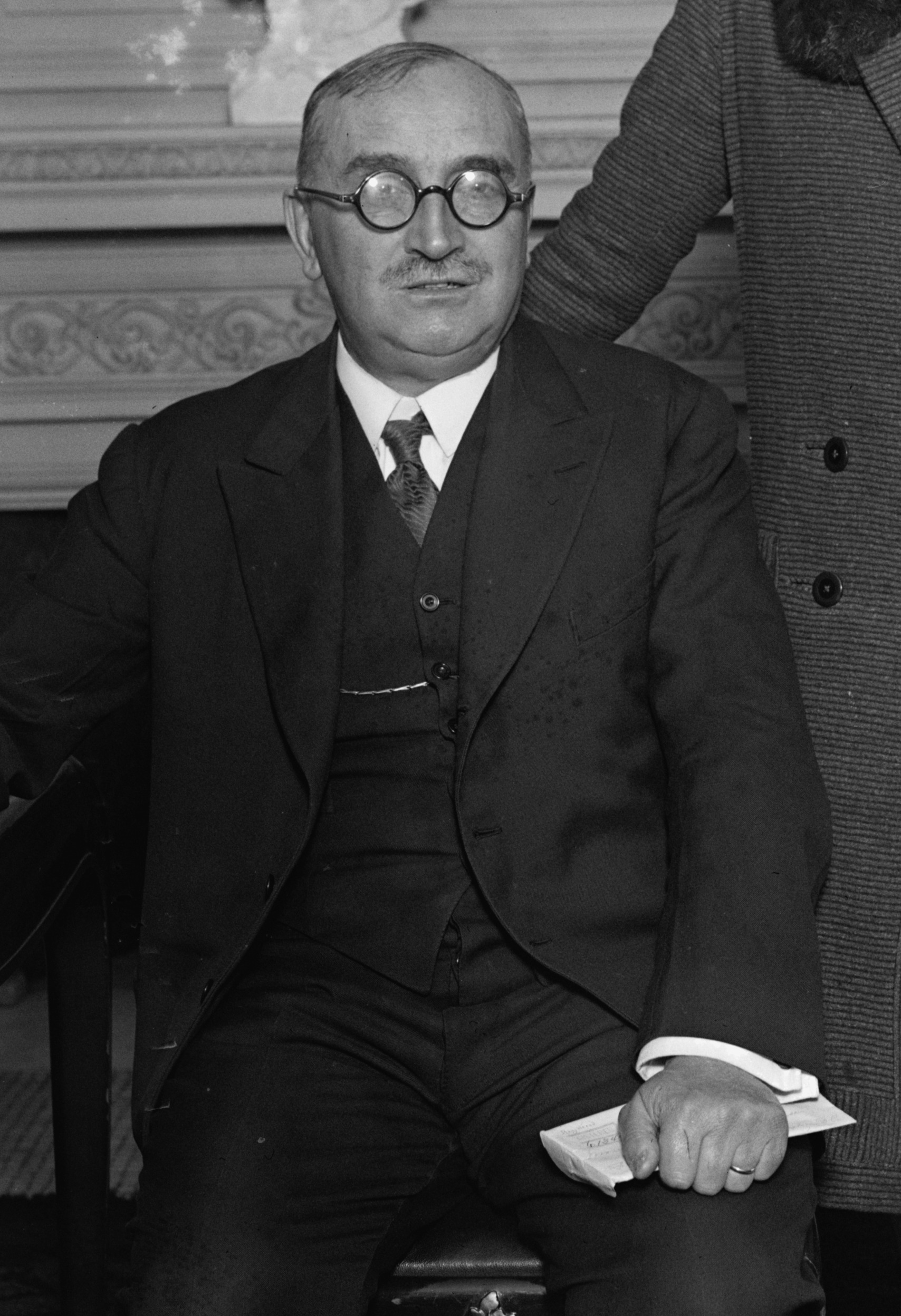
Paul Claudel năm 1927

Tranh Vallotton vẽ Claudel

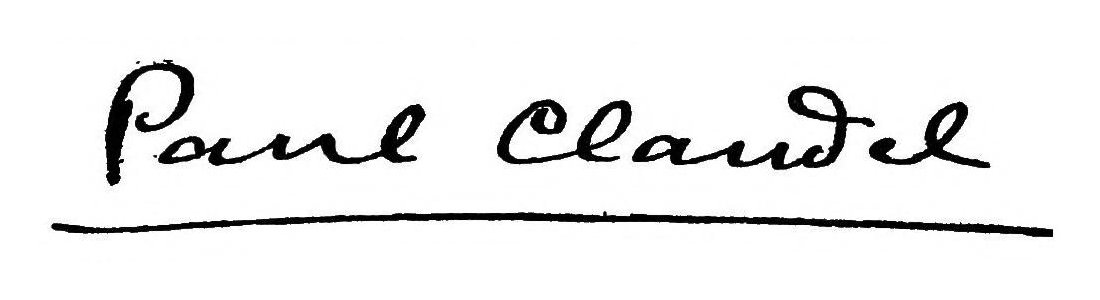
Chữ ký của Paul Claudel

- Le Livre de Christophe Colomb (1933)
- Jeanne d'Arc au bûcher (1939)
- La Sagesse ou la Parabole du destin (1939)
- L'Histoire de Tobie et de Sara (1942)
- Partage de midi (1948)
- Protée (1949)

Thơ
- Connaissance de l'Est (1896)
- Poèms de la Sexagésime (1905)
- Processionnal pour saluer le siècle nouveau (1907)
- Cinq grands odes (Năm bài ode lớn, 1910)
- Corona benignitatis anni dei (1915)
- La Messe là-bas (1919)
- Poèmes de guerre (1914-1916) (1922)
- Feuilles de saints (1925)
- La cantate а trois voix (Bản đại hợp xướng dành cho ba giọng, 1931)
- Cent phrases pour éventails (1942)
- Visages radieux (1945)
- Accompagnements (1949)

Văn xuôi
- Positions et propositions (2 tập, 1928, 1934)
- L'Oiseau noir dans le soleil levant (1929)
- Conversations dans le Loir-et-Cher (1935)
- Figures et paraboles (1936)
- Contacts et circonstances (1940)
- Seigneur, apprenez-nous à prier (1942)
- L'Œoeil écoute (1946)
- Emmaüs (1949)
- Une voix sur Israël (1950)
- L'Évangile d'Isaïe (1951)
- Paul Claudel interroge l'Apocalypse (1952)
- Paul Claudel interroge le Cantique des Cantiques (1954)
- Conversation sur Jean Racine (1956)
- Sous le signe du dragon (1957)
- Qui ne souffre pas... Réflexions sur le problème social (1958)
- Présence et prophétie (1958)
- La Rose et le rosaire (1959)
- Trois figures saintes pour le temps actuel (1959)

Nhật ký
- Mémoires improvisés. Quarante et un entretiens avec Jean Amrouche (1954)
- Journal. Tome I: 1904-1932 (1968)
- Journal. Tome II: 1933-1955 (1969)

Thư từ
- Correspondance de Paul Claudel et André Gide (1899-1926) (1949)
- Correspondance de Paul Claudel et André Suarès (1904-1938) (1951)
- Correspondance de Paul Claudel avec Gabriel Frizeau et Francis Jammes (1897-1938) (1952)
- Correspondance Paul Claudel et Darius Milhaud (1912-1953) (1961)
- Correspondance de Paul Claudel et Aurélien Lugné-Poë (1910-1928) (1964)
- Correspondances avec Copeau, Dullin, Jouvet (1966)
- Correspondance de Jean-Louis Barrault et Paul Claudel (1974)
- Correspondance de Paul Claudel et Jacques Rivière (1907-1924) (1984)
- Lettres de Paul Claudel à Élisabeth Sainte-Marie Perrin et à Audrey Parr (1990)
- Correspondance diplomatique. Tokyo (1921-1927) (1995)
- Correspondance de Paul Claudel et Gaston Gallimard (1911-1954) (1995)
- Le Poète et la Bible, volume 1, 1910-1946 (1998)
- Le Poète et la Bible, volume 2, 1945-1955 (2002)
- Correspondance de Paul Claudel avec les ecclésiastiques de son temps. Volume I, Le sacrement du monde et l'intention de gloire (2005)
- Une amitié perdue et retrouvée: correspondance de Paul Claudel et Romain Rolland (2005)

## Một bài thơ
Ballade

Ta đã từng ra đi biết bao lần, nhưng lần này – lần cuối.
Những người thân yêu ta bỏ lại. Con tàu không đợi, ta giã biệt trên đường.
Cảnh như thế này lặp lại đã nhiều lần, nhưng lần này – lần cuối.
Còn các bạn nghĩ rằng: ta biết đi đâu? Ta đang đi – hãy nhìn xem.
Vĩnh biệt mẹ! Sao mẹ khóc như người đang còn hy vọng hay ngờ vực?
Cái điều không thể khác, không đáng khóc, không đáng để nước mắt rơi từ đôi mắt của ta.
Hay các bạn quên rằng ta là bóng và đi, như bóng, các bạn cũng là bóng, bóng ma?
Ta đã không còn bao giờ gặp mặt.

Ta chia tay những người phụ nữ: những người vợ chung thủy, những bạn gái, những người đáng trách.
Đã đành với tiếng thì thầm của phụ nữ: ta cô đơn, ta nhẹ nhàng như đứng trước tận cùng.
Nhưng trong giây phút cuối, trong giờ này ủ rũ và trang nghiêm
Cho phép ta nhìn vào gương mặt của em, một khi ta chưa trở thành người khác
Một khi ta chưa biến mất. Hãy cho ta nhìn vào gương mặt của em! Còn sau đấy thì em sẽ nhìn kẻ khác
Nhưng em hãy nói với ta dù chỉ một lời, rằng em sẽ yêu đứa con
Đứa con trai, linh hồn và máu của ta: cái tên "cha" sẽ trao cho người khác.
Ta đã không còn bao giờ gặp mặt.

Vĩnh biệt nhé, bạn bè! Ta ở quá xa để có thể làm cho bạn bè tin tưởng
Chỉ sự tò mò và mạnh dạn. Mặt đất mà các bạn chưa từ giã một lần, gọi là bền vững cho mình.
Hãy để lại những thứ gì ta đã nhận, như một món quà, như mạch nguồn của sự vui vẻ bất thình lình:
Hiểu biết về sự uổng công và cái chết của con người, chỉ có ở những ai cho rằng mình đang sống.
Tất cả vẫn còn đây: khôn ngoan và đần độn, trống rỗng và dày đặc.
"Cuộc sống tự do, khoa học và nghệ thuật…" Ô, những anh em này có còn ở trong ta?
Có cho phép ra đi, nếu tĩnh lặng các người không thể đem cho?
Ta đã không còn bao giờ gặp mặt.

Tiền đề

Các bạn ở lại, chúng tôi đã lên tàu, những cánh cửa lúc này đóng chặt.
Không còn gì ngoài khói trên trời. Đừng đợi rằng chúng tôi sẽ còn quay lại trần gian.
Không còn gì ngoài mặt trời và nước của Chúa Trời, như trong buổi đầu tiên.
Ta đã không còn bao giờ gặp mặt.
Bản dịch của Nguyễn Viết Thắng

Ballade

Nous sommes partis bien des fois déjà, mais cette fois est la bonne.
Adieu, vous tous à qui nous sommes chers, le train qui doit nous prendre n’attend pas.
Nous avons répété cette scène bien des fois, mais cette fois-ci est la bonne.
Pensiez-vous donc que je ne puis être séparé de vous pour de bon ? alors vous voyez que ce n’est pas le cas.
Adieu, mère. Pourquoi pleurer comme ceux qui ont de l’espérance ?
Les choses qui ne peuvent être autrement ne valent pas une larme de nous.
Ne savez-vous pas que je suis une ombre qui passe, vous-même ombre en transparence ?
Nous ne reviendrons plus vers vous.

Et nous laissons toutes les femmes derrière nous, les vraies épouses, et les autres, et les fiancées.
C’est fini de l’embarras des femmes et des gosses, nous voilà tout seuls et légers.
Pourtant à ce dernier moment encore, à cette heure solennelle et ombragée,
Laisse-moi voir ton visage encore, avant que je ne sois le mort et l’étranger,
Avant que dans un petit moment je ne sois plus, laisses moi voir ton visage encore ! avant qu’il soit à un autre.
Du moins, prends bien soin où tu seras de l’enfant, l’enfant qui nous était né de nous,
De l’enfant qui est dans ma chair et mon âme et qui donnera le nom de père à un autre.
Nous ne reviendrons plus vers vous.

Adieu, amis ! Nous arrivions de trop loin pour mériter votre croyance.
Seulement un peu d’amusement et d’effroi. Mais voici le pays jamais quitté qui est familier et rassurant.
Il faut garder notre connaissance pour nous, comprenant, comme une chose donnée dont l’on a d’un coup la jouissance,
L’inutilité de l’homme et le mort en celui qui se croit vivant.
Tu demeures avec nous, certaine connaissance, possession dévorante et inutile !
« L’art, la science, la vie libre »…, -ô frères, qu’y a-t-il entre vous et nous ?
Laissez-moi seulement m’en aller, que ne me laissiez-vous tranquille ?
Nous ne reviendrons plus vers vous.

Envoi

Vous restez vous, et nous sommes à bord, et la planche entre nous est retirée.
Il n’y a plus qu’un peu de fumée dans le ciel, vous ne nous reverrez plus avec vous.
Il n’y a plus que le soleil éternel de Dieu sur les eaux qu’Il a créées.
Nous ne reviendrons plus vers vous.
Paul Claudel